# Coralloderma guzmanii
Coralloderma guzmanii är en svampart som beskrevs av A.L. Welden 1993. Coralloderma guzmanii ingår i släktet Coralloderma och familjen Meruliaceae.   Inga underarter finns listade i Catalogue of Life.